# Samostan Samje
Samostan Samje (tibetansko བསམ་ཡས་, Wylie: bsam yas, kitajsko: 桑耶寺), polno ime Samje Migjur Lhundrub Tsula Khang (Wylie: Bsam yas mi ’gyur lhun grub gtsug lag khang) in svetišče Nespremenljive spontane prisotnosti, je prvi tibetanski budistični in njongmanski samostan, zgrajen v Tibetu med vladavino kralja Trisonga Deutsena. Khenpo Šantarakšita je začel gradnjo leta 763, ustanovitelj tibetanske vadžrajane, Guru Padmasambhava, pa je ukrotil lokalne duhove, preden je bila gradnja leta 767 dokončana. Prvi tibetanski menihi so bili tam posvečeni leta 779. Samje je bil uničen med kulturno revolucijo, nato pa obnovljen po letu 1988.
Samostan Samje stoji v dolini Čimpu (Mčims phu), južno od Lase, ob gori Hapori vzdolž širše doline Yarlung Tsangpo. Lokacija je v sedanji upravni regiji Gra Nang ali Drananga Lhokha.

## Zgodovina
Bajeva oporoka navaja najzgodnejši datum gradnje templja, saj zapisuje, da so bili temelji postavljeni v 'letu zajca' (763 ali 775), dokončanje in posvetitev glavnega svetišča pa v 'letu ovce' (767 ali 779). Modri anali iz leta 1476 uporabljajo poznejša datuma 787 in 791, vendar ta datuma nasprotujeta zgodovinskim datumom Šantaraksitovega posvečenja menihov leta 779 in njegovega prihoda leta 763. Vsi zapisi se strinjajo, da je bil zavetnik kralj Trisong Detsen.

## Zasnova
Gradbeni načrt samostana Samje sledi razporeditvi mandale, ki prikazuje budistični kozmos, kar je tudi vir za zasnovo Odantapurija v današnjem Biharju v Indiji. Samostan je imel glavno svetišče na sredini, obdano s štirimi simetričnimi stupami štirih različnih barv, celotno stavbo pa je obdajal krožni zid s štirimi odprtinami na glavnih točkah, ki so predstavljale budistično vesolje kot tridimenzionalno mandalo. To idejo najdemo v številnih templjih iz tega obdobja v jugovzhodni in vzhodni Aziji, kot je Todai-dži na Japonskem. Tako kot Tōdai-dži je tudi tempelj Samje posvečen Vairocani. Temeljno besedilo Vairocane je Mahavairocana Tantra, sestavljena v Indiji v 7. stoletju in kmalu zatem prevedena v tibetanski in kitajski jezik.
Samješki steber རྡོ་རིང in njegov napis
Redki dostopni tibetanski zgodovinski zapisi so stebrni napisi pogodb in dogodkov, najdeni v Lasi in drugod. Samostan Samje ima pred Samjejem ohranjen kamniti steber iz 8. stoletja – vendar brez dejanskega datuma – (རྡོ་རིང་). Steber beleži gradnjo Samjeja in drugih samostanov v Lasi in Brag Maru ter beleži, da so kralj, ministri in drugi plemiči slovesno prisegli, da bodo ohranili in zaščitili zaklade samostanov. Izraz, ki se uporablja za te obdaritve, je »potrebščine« ali »zaslužna darila« (tibetansko ཡོ་བྱད་ sanskrtsko deyadharma).
Napis na zvonu Samje
Drugi dinastični zapis v Samjeu je na velikem bronastem zvonu pri vhodu v samostan. Ta opisuje izdelavo zvona s strani ene od kraljic kralja Trisong Detsena. Besedilo je bilo prevedeno takole:
»Kraljica Rgjal mo brtsan, mati in sin, sta naredila ta zvon, da bi častila tri dragulje desetih smeri. In molita, da bi z močjo te zasluge Lha Btsan po Khri Srong lde brtsan, oče in sin, mož in žena, lahko bila obdarjena s harmonijo šestdesetih melodičnih zvokov in dosegla najvišje razsvetljenje.«

## Ustanovitev samostana Samye
Po Bajevi oporoki in drugih poročilih, kot je tisto, ki ga je sestavil Bsod-nams-rgjal-mtshan (1312–1374), je indijski učenjak in filozof Khenpo Śāntarakṣita začel graditi samostan okoli leta 763, potem ko je sprejel kraljevo povabilo, da pride v Tibet, kjer je tudi poučeval svojo sintezo filozofske misli Madhjamake. Ker se mu je lokacija Samje zdela ugodna, se je lotil gradnje stavbe. Vendar se je stavba po dosegu določene stopnje vedno zrušila. Gradbeni delavci so bili prestrašeni in so verjeli, da je v bližnji reki demon ali ovirajoč duh, ki povzroča težave.
Po njegovem nasvetu je kralj povabil Šantaraksitovega sodobnika Padmasambhavo, da pride v Tibet in ta je prispel z nepalske meje ter uspel odpraviti energetske težave, ki so ovirale gradnjo Samjeja. Po besedah 5. dalajlame je Padmasambhava izvedel ples Vadžrakilaje in obred namkhe, da bi pomagal Trisong Detsenu in Śāntarakṣiti odstraniti zamegljenosti in ovire pri gradnji Samje:
Veliki verski mojster Padmasambhava je izvedel ta ples, da bi pripravil tla za samostan Samje in pomiril zlobo lha [lokalnih gorskih božanskih duhov] in srin [zlonamernih duhov], da bi ustvaril najbolj popolne pogoje. Nadaljeval je, da je po posvetitvi tal postavil križ iz niti – nit barve mreže, spleteno okoli dveh palic – da bi ujel zlo. Nato je očiščevalna energija njegovega plesa zlonamerne duhove prisilila v lobanjo, nameščeno na vrhu piramide iz testa. Njegov tantrični ples je odstranil vse ovire, kar je omogočilo gradnjo samostana do leta 767. Ta pomirjujoči ples je bil okrepljen z gradnjo štirih Vadžrakilaja stup, kot spomeniki v čast ritualnim bodalom kilya (purba), na glavnih točkah samostana, kjer so preprečevali demonskim silam vstop na sveto ozemlje.
Ko je bil samostan Samje zgrajen, je samodejno postal samostan šole Njingma, saj je bila ta prvotna šola tibetanskega budizma edina šola, medtem ko so kralj, kraljice, učenci in podložniki vsi pripadali sanghi šole Nyingma. Padmasambhavina tantra vadžrajana je tako postala tretje kolo budizma, po sutri mahajani.
Avtorica Ellen Pearlman predlaga diagram izvora institucije oraklja Nečung v povezavi s samostanom Samje:
Ko je Padmasambhava posvetil samostan Samje s plesom vadžrakilaja, je ukrotil lokalnega duhovnega zaščitnika Peharja Gjalpa in ga s prisego zavezal, da bo postal vodja celotne hierarhije budističnih duhovnih zaščitnikov. Pehar, kasneje znan kot Dordže Drakden, je postal glavni zaščitnik dalajlam, ki se je manifestiral skozi Nečung orakelj.

## Velika debata Samye
Eden pomembnih dogodkov v zgodovini Samje se je zgodil po Šantaraksitovi smrti in po začetku spora med njegovimi privrženci, ki je prerasel v debato med budističnima šolama. Kamalasila je zastopal indijsko budistično teorijo, Hosang Mahajana pa kitajsko budistično teorijo. Debato je v začetku 790-ih let gostil Trisong Detsen. Vir navaja petletno obdobje, ko sta Kamalasila in Mahajana (Mohejan vzhodnogorskega učenja čan budizma) morda debatirala v Samjeju v Tibetu. Izid je bil, da je v debati zmagal Kamalasila, ki je zastopal Šantaraksitovo filozofsko misel, kot je odločil kralj.
Kot je dobro znano, naj bi bila usoda Čana v Tibetu odločena v debati v samostanu Samje.
Jeffrey Broughton identificira kitajsko in tibetansko nomenklaturo Mohejanovih naukov in jih v glavnem enači z vzhodnogorskim naukom Kitajske:
Mo-ho-jenovo učenje v Tibetu kot slavnega zagovornika vrat 'vse naenkrat' lahko povzamemo kot 'zrenje v um' ([kitajsko:] k'an-hsin... [...] [tibetansko:] sems la bltas) in 'brez preiskovanja' ([kitajsko:] pu-kuan [...] [tibetansko:] myi rtog pa) ali 'brez misli brez preiskovanja' ([kitajsko:] pu-ssu pu-kuan... [...] [tibetansko:] myi bsam myi rtog). 'Zrenje v um' je izvirno severno (ali vzhodnogorsko dharma vrata) učenje. Kot bo postalo jasno, se Poa-t'ang in severni Č'an v tibetanskih virih prepletata. Mo-ho-jenovo učenje se zdi tipično za pozni severni Č'an. Mo-ho-jen je na osrednjo tibetansko sceno prišel nekoliko pozno v primerjavi s prenosi Č'ana iz Sečuana.
V samostanu Kumbum v Amdu (kitajsko Činghaj) se vsako leto odvija spominski ples Čam, ko se pripoveduje in upodablja velika debata dveh glavnih debaterjev ali dialektikov, Mahajane (Mohejan) in Kamalašīle.

## Vpliv
Tempelj Puning iz 18. stoletja, ki ga je v mestu Čengde v Hebeju zgradil cesar Čjanlong iz dinastije Čing na Kitajskem, je bil zasnovan po vzoru samostana Samje.

## Arhitekturne značilnosti samostana in njegova zgodovina
Samostan Samje je zasnovan v obliki velikanske mandale; v njegovem središču leži glavni tempelj, ki predstavlja legendarno goro Meru. Druge stavbe stojijo na vogalih in straneh sveta glavnega templja, ki predstavljajo celine in druge značilnosti tantrične budistične kozmologije. Trinadstropna glavna stavba je zasnovana tako, da je prvo nadstropje v indijskem slogu, drugo v kitajskem in tretje v khotanskem (tibetanskem) slogu. Prvotna stavba je bila dokončana leta 780 n. št.
V vogalih so štirje čorteni (stupa) - beli, rdeči, zeleni (ali modri) in črni. Obstaja 8 glavnih templjev:
- Dajor ling བརྡ་སྦྱོར་གླིང་ (brda sbyor gling)
- Dragyar ling སྒྲ་བསྒྱར་གླིང་ (sgra bsgyar gling)
- Bétsa ling བེ་ཙ་གླིང་ (be tsa gling)
- Jampa ling བྱམས་པ་གླིང་ (byams pa gling)
- Samten ling བསམ་གཏན་གླིང་ (bsam gtan gling)
- Natsok ling སྣ་ཚོགས་གླིང་ (sna tshogs gling)
- Düdül ling བདུད་འདུལ་གླིང་ (bdud 'dul gling)
- Tamdrin ling རྟ་མགྲིན་གླིང་ (rta mgrin gling)

Prvotne stavbe so že dolgo izginile. Večkrat so bile močno poškodovane – v državljanski vojni v 11. stoletju, požarih sredi 17. stoletja in leta 1826, potresu leta 1816 in v 20. stoletju, zlasti med kulturno revolucijo. Še konec 1980-ih so se prašiči in druge domače živali lahko sprehajale po svetih stavbah. Heinrich Harrer je citiral lastne besede, ki jih je leta 1982 izrekel 14. dalajlami o tem, kar je videl z letala na poti v Laso:
»Ob našem približevanju v dolini Brahmaputre je prvi grozljiv prizor, ki smo ga videli, potrdil vse slabe novice o najstarejšem tibetskem samostanu Samje; bil je popolnoma uničen. Še vedno je mogoče razločiti zunanji zid, vendar noben tempelj ali stupa ni ohranjen.«
Vsakič je bil obnovljen in danes je, predvsem po zaslugi prizadevanj Čoekjija Gjaltsena, 10. pančenlame od leta 1986 naprej, spet aktiven samostan ter pomembna romarska in turistična destinacija. Samje še vedno ohranja prvotno zasnovo Trisonga Detsena, tibetanskega monarha iz 8. stoletja (Van Schaik 2013:36).

## Nedavni dogodki

### Zapor in samomor
Leta 2009 je Tibetanski center za človekove pravice in demokracijo (TCHRD) poročal, da je bilo po protestu, ki je bil 15. marca 2008 v upravnem sedežu vlade Samje v okrožju Dranang, devet menihov, ki so študirali v samostanu Samje, zaradi sodelovanja obsojenih na zaporne kazni od dveh do petnajst let. Menihom se je pridružilo na stotine Tibetancev, ki so zahtevali versko svobodo, človekove pravice za Tibetance in vrnitev dalajlame v Tibet. Menihi in drugi so bili pridržani v pripornem centru Urada za javno varnost Lhoka (PSB).
TCHRD je poročal tudi, da je 19. marca 2008 gostujoči učenjak iz samostana Dorje Drak, Namdrol Khakjab, ki je prevzel odgovornost za organizacijo protesta 15. marca, storil samomor in pustil sporočilo, v katerem je govoril o neznosnem zatiranju s strani kitajskega režima, pri čemer je navedel nedolžnost drugih menihov samostana in prevzel polno odgovornost za protest.

### Kitajske oblasti so razstavile kip Padmasambhave
Maja 2007 so kitajske oblasti po poročanjih porušile 9 metrov visok pozlačen in bakreno prevlečen kip Guruja Rinpočeja, znanega kot Padmasambhava, v Samje Gompi, ki sta ga očitno financirala dva kitajska vernika iz Guangdžova v južnokitajski provinci Guangdong.